# Raúl Navarro (calciatore 1962)
Raúl Navarro (14 marzo 1962) è un allenatore di calcio ed ex calciatore paraguaiano, di ruolo portiere.

## Carriera

### Giocatore

#### Club
Ha giocato nel Cerro Porteño tra il 1987 e il 1991, giocando 17 partite e subendo 15 goal nelle edizioni 1988 e 1991 della Coppa Libertadores.

#### Nazionale
Con il Paraguay ha preso parte alla Copa América 1987, stando in panchina nel match pareggiato 0-0 contro la Bolivia e in quello perso 3-0 contro la Colombia. Nella nazionale Albirroja non ha giocato nessuna partita.

### Allenatore
Nel 1998 diventa allenatore del suo principale club da giocatore, il Cerro Porteño, allenato dal connazionale Carlos Báez.